# The Thing That Wears My Ring
The Thing That Wears My Ring is het vijfde studioalbum van de Nederlandse band Scram C Baby. Het album verscheen in april 2007. In 2008 kreeg de plaat inclusief enkele bonustracks een Japanse release bij Vroom Sound Records.

## Opnamen
Toen eind 2005 enkele leden van de band in een dronken bui een nieuwe drummer benaderde, besloot Robert Lagendijk om direct te stoppen met de band. Beschaamd besloten de overige leden om voorlopig zonder drummer aan het volgende album te werken. De band nam alle tijd om rustig in de eigen studio met het nieuwe album te experimenteren. Uiteindelijk bleven er zestien zeer diverse nummers over, vol elektronica, heftige gitaren, ingetogenheid en lijpe drumbeats. De band benaderde opnieuw Frans Hagenaars met de vraag om te helpen om hiervan een mooi mix te maken. Dit gebeurde in 2007 in het vertrouwde Studio Sound Enterprise te Weesp. Voor de hoes werd grafisch ontwerper Richard Niessen benaderd. Deze ontwikkelde voor de hoes een geheel eigen lettertype, dat net zo eigenwijs was als de muziek op het album. Later dat jaar had Niessen een tentoonstelling in het Stedelijk Museum in Amsterdam, waarbij ook deze hoes werd tentoongesteld. De plaat werd op 10 maart 2007 in een vol Bitterzoet te Amsterdam gepresenteerd. Om het album live goed te kunnen spelen, was de band intussen uitgebreid met twee nieuwe muzikanten: drummer Henk Jonkers (Hallo Venray) en extra gitarist Leon Caren (The Moi Non Plus).

## Ontvangst
Veel recensies benadrukken het experimentele, andere karakter van de plaat na het opstappen van drummer Robert Lagendijk. de Volkskrant en NRC Handelsblad geven ieder vier sterren. Menno Pot in de Volkskrant: "Gelukkig heeft Scram C Baby het nog steeds: dat explosieve, die gevaarlijk scherpe rand, maar tegelijk ook dat volstrekt authentieke gevoel voor soms kinderlijk melodieuze liedjes". Jacob Haagsma heeft het in het NRC over "achteloze, losjes klinkende klasse". John Denekamp in OOR zegt dat hij het "verdomde leuk en verfrissend" vindt hoe Scram C Baby nog steeds een tegendraads en spitsvondig rammelbandje is, maar dit op deze plaat zonder drummer compleet anders invult: "In ieder geval de komende maanden mijn favoriete Scram C Baby-plaat. Missie meer dan geslaagd". In de Musicmaker valt te lezen: "Dit album moet wel een glimlach op je gezicht toveren. The Thing That Wears My Ring is een rare cd. Maar ook een zeldzaam goede". Het Dagblad van het Noorden is wat zuiniger over de toon van de plaat: "Het is ook zeker niet slechter, want The Thing That Wears My Ring is nog steeds één lekkere brok gekte. Het hapt alleen net wat te vertrouwd weg."

## Tour
Dit keer wist de band de goede recensies wel om te zetten in een uitgebreide tour. Daarbij speelde zeker Leon Caren een belangrijke rol. Via zijn muziekplatform Subbacultcha! wist hij de band op meer podia weg te zetten dan de band de laatste jaren gewend was. Ook werden Spanje en Canada aangedaan. De band werd eveneens uitgenodigd voor South by Southwest in Austin (Texas) en North By Northwest, de Canadese tegenhanger in Toronto.

## Myspace
Via de sociaalnetwerksite Myspace nam het Japanse label Vroom Sound Records (van The Go! Team, Dungen) contact op met de band. Ze waren enthousiast over de nummers die de band op hun Myspace-pagina hadden gezet en wilde graag een album met de band uitbrengen. Uiteindelijk werd The Thing That Wears My Ring met een nieuwe tracklisting en aangevuld met twee bonustracks in Japan uitgebracht. Het lukte het label uiteindelijk niet om de band voor een tour naar Japan te halen.

## Muzikanten
- John Cees Smit - zang
- Frank van Praag - gitaar, drums, elektronica, zang
- Geert de Groot - basgitaar, gitaar, elektronica, percussie

Gastmuzikanten
- Leon Caren - extra drums op Where Were You When The Lights Went Out en Anymore
- Roderick van der Wardt - mondharmonica on Evening Dress en So Unique

## Nummers
Nederlandse release
1. Enter To Go
2. The Thing That Wears My Ring
3. Where Were You When The Lights Went Out
4. Never Gonna Stop
5. Gonzalez
6. First Donkey
7. Cheer Up
8. Charlie Time
9. Anymore
10. The Island Of No Return
11. We're In Love
12. Let It Ring
13. Being Around
14. Evening Dress
15. So Unique
16. For Our Gracious Hearts

Japanse release
1. The Island Of No Return
2. The Thing That Wears My Ring
3. King Bolo
4. Cheer Up
5. Charlie Time
6. Enter To Go
7. Where Were You When The Lights Went Out
8. Never Gonna Stop
9. Gonzalez
10. First Donkey
11. Anymore
12. We're In Love
13. Let It Ring
14. Being Around
15. Evening Dress
16. So Unique
17. For Our Gracious Hearts
18. The Company

Alle nummers zijn geschreven door Scram C Baby, de teksten zijn geschreven door John Cees Smit.

Productie door Scram C Baby

Mix door Frans Hagenaars & Scram C Baby

King Bolo/The Company: productie door Frans Hagenaars & Scram C Baby

King Bolo: drums door Robert Lagendijk

The Company: drums door Jeroen Kleijn, gitaar door Peter Asselbergs